# 2315 Чехословачка
2315 Чехословачка је астероид главног астероидног појаса. Приближан пречник астероида је 23,45 ,
а средња удаљеност астероида од Сунца износи 3,010 астрономских јединица (АЈ).
Инклинација (нагиб) орбите у односу на раван еклиптике је 10,701 степени, а орбитални период износи 1907,548 дана (5,222 година). Ексцентрицитет орбите астероида износи 0,105.
Апсолутна магнитуда астероида износи 10,70 а геометријски албедо 0,168.
Астероид је откривен 19. фебруара 1980. године.